# Point Pleasant (Ohio)
|  | Dieser Artikel wurde aufgrund von inhaltlichen Mängeln auf der Qualitätssicherungsseite des Projektes USA eingetragen. Hilf mit, die Qualität dieses Artikels auf ein akzeptables Niveau zu bringen, und beteilige dich an der Diskussion! Eine nähere Beschreibung der zu behebenden Mängel fehlt. |

Point Pleasant ist ein gemeindefreies Gebiet in der Monroe Township. Es liegt im Clermont County im US-Bundesstaat Ohio.
In Point Pleasant wurde 1822 der spätere 18. Präsident der Vereinigten Staaten von Amerika Ulysses S. Grant geboren. Sein Geburtshaus, ein eingeschossiger Holzbau, wurde 1817 errichtet.